# La muerte de Arturo

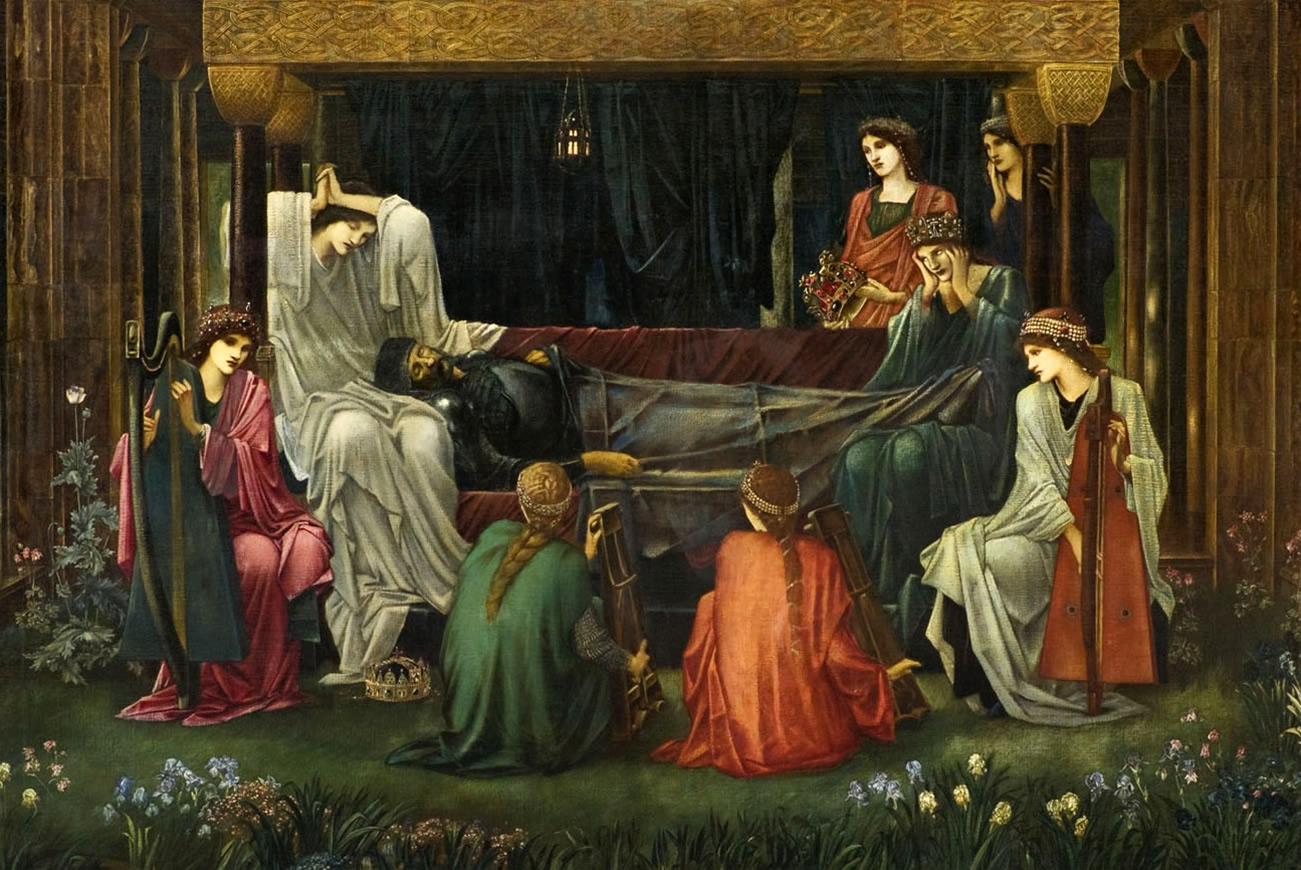
Detalle de El último sueño de Arturo, pintura de Edward Burne-Jones, en la que se representa cómo Morgana y otras hadas velan por el sueño del rey.

El libro La muerte de Arturo (a veces publicado con el nombre, en francés medio, de Le Morte d'Arthur o Morte Darthur y aparecido en su primera publicación y en algunas ediciones modernas como La mort d'Arthur) es la versión de sir Thomas Malory sobre la historia del rey Arturo y los Caballeros de la Mesa Redonda, basada en varias leyendas  inglesas y francesas.
Algunas partes del libro son material original de Malory, mientras que otras son las interpretaciones que Malory dio a historias anteriores. El libro fue publicado por primera vez en 1485 por William Caxton. Aunque no se trata de la obra más antigua sobre el género artúrico, La muerte de Arturo se cuenta entre las más conocidas. Ha inspirado obras como la novela de John Steinbeck Los hechos del rey Arturo y sus nobles caballeros, y sobre todo la muy influyente pentalogía The Once and Future King (1938-1977), titulada en español Camelot, de T. H. White; de ella derivan películas como Excalibur, de John Boorman, o, indirectamente, La espada en la piedra, de Disney, entre otras obras; asimismo, la autora J. K. Rowling ha reconocido el influjo que sobre ella ejerció la obra de White.

## Antecedentes de la obra
Las historias del rey Arturo y los caballeros de la mesa redonda son ampliamente conocidas en el mundo, en gran medida gracias a los trabajos de los románticos ingleses del siglo XIX y a la obra de Richard Wagner. Estos trabajos están basados en las obras escritas que surgieron en Europa entre los siglos XII y XVI; los cuales a su vez se inspiraron en las historias que oralmente formaban parte del folclore medieval. Aunque el nombre de Arturo y referencias a su reinado se encuentran en antiguos manuscritos del siglo XI y principios del XII, los historiadores reconocen que la primera obra escrita donde aparecen personajes artúricos de una manera completa es la Historia Regum Britanniæ, escrita entre 1130 y 1136 por el historiador galés Godofredo de Monmouth. Es probable que el escritor francés Chrétien de Troyes se haya inspirado en esta obra para sus relatos, que incluyen también a personajes artúricos. Entre las diversas obras de Troyes, la más famosa es probablemente la inconclusa Perceval, el Cuento del Grial. Troyes murió en 1190. A finales del mismo siglo, Robert de Boron escribió la trilogía Li livres dou Graal, donde las aventuras del rey Arturo y los caballeros de la mesa redonda alcanzan una configuración definitiva.
En el siglo siguiente, concretamente entre 1200 y 1210, Wolfram von Eschenbach retomó al caballero Perceval, para usarlo como personaje protagonista de su poema épico Parzival. Hacia 1230, las leyendas artúricas fueron recopiladas en La Vulgata, también conocido como Lanzarote-Grial o Pseudo-map. El anónimo compilador de este ciclo afirma que se trata de testimonios recogidos de un manuscrito propiedad del rey Arturo, con las historias contadas tal y como las habían vivido sus protagonistas. La Vulgata es un extenso ciclo de más de 2800 páginas, que ocupa cinco volúmenes. Durante los siguientes doscientos años, las pocas obras nuevas sobre las leyendas artúricas alcanzaron escasa relevancia histórica, con excepción de menciones por Dante y Bocaccio.

## La identidad de Malory

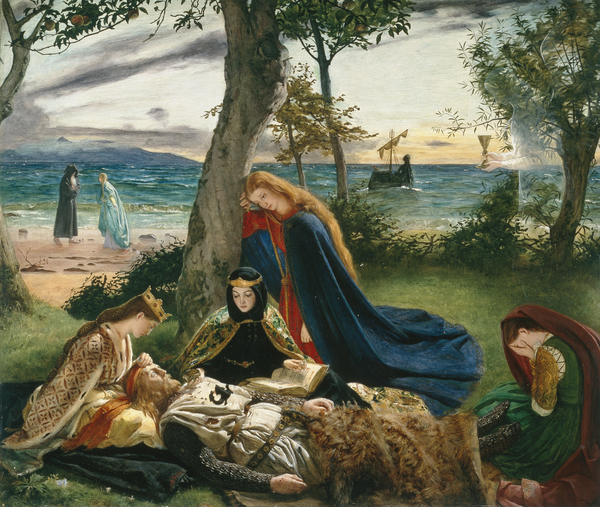
La muerte del rey Arturo. Óleo de James Archer. 1860

Existe incertidumbre acerca de la verdadera identidad de Thomas Malory. La hipótesis generalmente más aceptada es que se trataba de Thomas Maleore, de Newbold Revell en Warwickshire, nacido a principios del siglo XV, quien sirvió con el conde de Warwick y luchó en Calais en 1436. De acuerdo a esta hipótesis, Malory pasó los últimos veinte años de su vida en prisión, condenado por varios asesinatos, o por un intento de asesinato y violación. Se cree que fue en prisión donde Malory escribió su obra literaria, aunque a los historiadores les resulta difícil vincular una personalidad literaria tan refinada y caballeresca con la de un presunto asesino y violador. Otra hipótesis sugiere que Malory vivía en Yorkshire, pues el lenguaje con el que la obra fue escrita sugiere que el autor era del norte de Warwickshire.
Si las diferentes interpretaciones de la vida de Malory coinciden en algo, es en que Malory era un aristócrata que lamentaba el fin de las era de la caballería y que efectivamente pasó un tiempo en prisión, donde probablemente escribió La muerte de Arturo. Si Malory estuvo en servicio militar en Francia, es probable que su obra fuera escrita cuando Malory fue capturado por Jacques d'Armagnac, quien poseía una vasta biblioteca sobre temas artúricos.
Malory nunca vio su obra publicada, pues murió catorce años antes de que Caxton la imprimiera por primera vez. De hecho, en el colofón de La muerte de Arturo Malory solicita a los lectores que recen por su pronta liberación si es que aún no ha muerto; o que recen por su alma en caso contrario.

## Diferentes ediciones a través de los siglos

### Primera impresión de la obra
William Caxton imprimió la obra de Malory por primera vez en 1485. Al morir Malory, la obra se encontraba sin revisar, por lo que Caxton fue la primera persona que se encargó de hacer la revisión inicial, y la organización del texto. La edición fue tan popular que, con algunos cambios y añadiduras, fue reimpresa en 1498, y de nuevo en 1529 por Wynkyn de Worde, el sucesor de Caxton en la misma imprenta.
Malory escribió su obra en forma de un ciclo bajo el título The hoole booke of kyng Arthur & of his noble knyghtes of the rounde table (‘El libro completo del rey Arturo y sus nobles caballeros de la mesa redonda’, en inglés del siglo XV). El título La muerte de Arturo, se refería únicamente al último episodio del conjunto. Al imprimirlo y publicarlo, es probable que Caxton malinterpretara las intenciones del autor. Caxton dividió la obra en veintiún libros con un promedio aproximado de veinticuatro capítulos por libro, dando un total de 504 capítulos. Al inicio de cada capítulo y al final de cada libro, Caxton añadió también rúbricas que describían la acción. Además escribió una introducción que justificaba la publicación y describía la organización de la obra.
Sobreviven dos ediciones originales del texto de Caxton, una está alojada en la biblioteca John Rylands de la Universidad de Mánchester en Inglaterra; y la otra se encuentra en la biblioteca Pierpont Morgan de Nueva York.

### Reimpresiones hasta elsigloXIX
Durante los siguientes dos siglos, diferentes imprentas hicieron tres nuevas ediciones de la obra de Malory, en 1557, 1585 y 1634. En cada una de ellas se hicieron adiciones, se corrigieron errores previos, y también se incorporaron nuevos errores. Posteriormente, el libro fue relegado a un segundo plano hasta que el romanticismo del siglo XIX revivió el interés por los temas de la Edad Media. En 1816, hubo dos publicaciones independientes, ambas basadas en el texto publicado en 1634, conocido como la edición de Stansby. A partir de ese momento, se utilizaron mezclas de la edición original de Caxton con la de Stansby en las reediciones que precedieron al descubrimiento del manuscrito de Winchester.

### El manuscrito de Winchester
Al catalogarse la biblioteca del Colegio de Winchester, en 1934, se descubrió un manuscrito que había permanecido oculto en el acervo. A la postre, este manuscrito resultó ser uno de los hallazgos más importantes hechos en el siglo XX sobre literatura medieval. El manuscrito de Winchester es una versión de La muerte de Arturo que se considera más cercana al arquetipo o trabajo original de Malory que el texto de Caxton, aunque ambas obras derivan de forma independiente de una copia más antigua. Los exámenes microscópicos que fueron practicados al manuscrito mostraron que este provenía del taller de Caxton, ya que tenía restos de copias de algunas páginas impresas en el tipo de letra que Caxton utilizaba. A diferencia de la edición de Caxton, el manuscrito de Winchester no está dividido en varios Libros y capítulos (de hecho, Caxton se atribuye tal división, en el prefacio del libro).

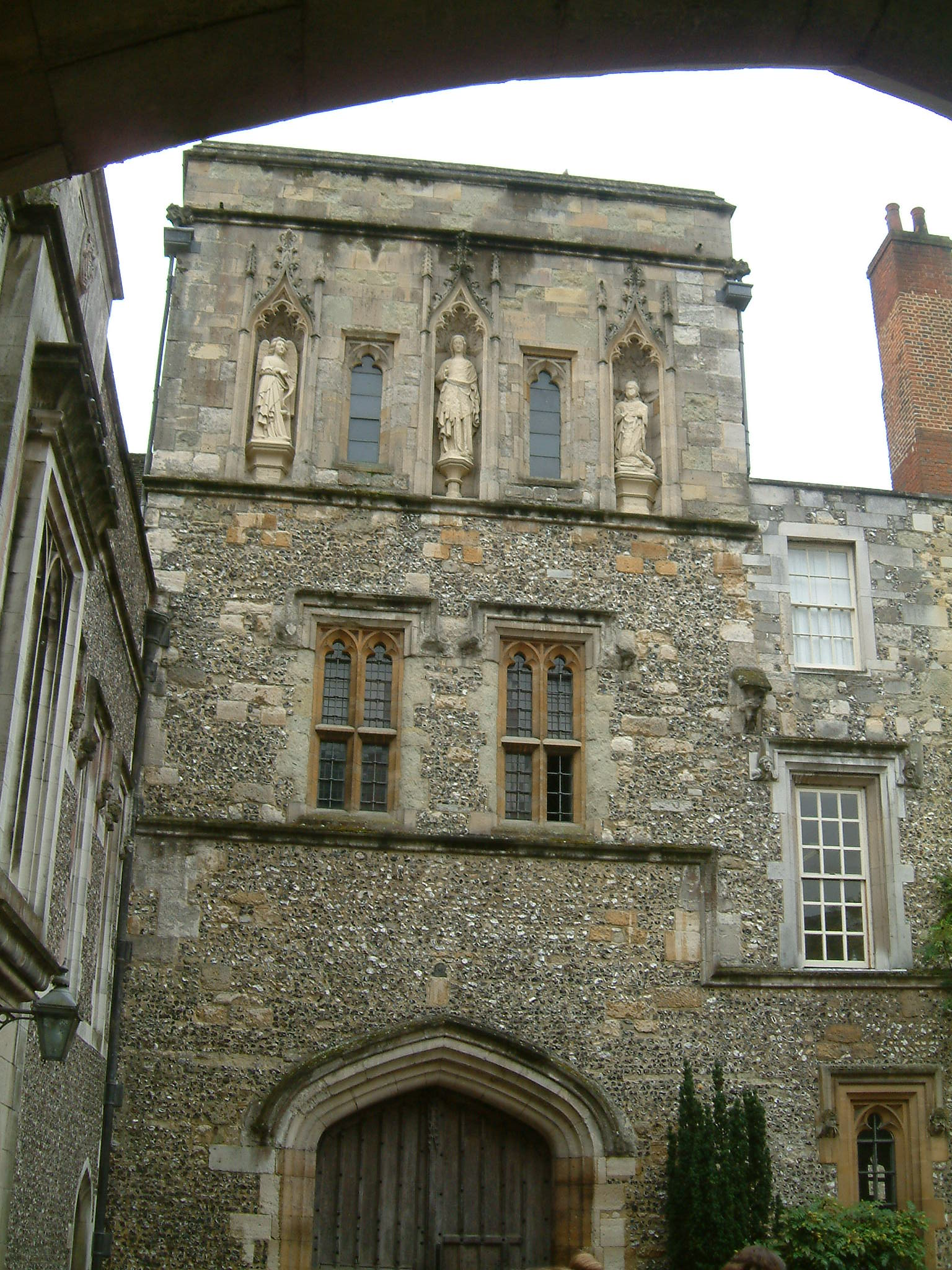
El Colegio de Winchester.

Eugène Vinaver, profesor de Lengua y Literatura Francesas de la Universidad de Mánchester, dio a conocer en 1947 una edición en tres volúmenes de la obra de Malory fundada en el manuscrito de Winchester. Vinaver acompañó la edición con el argumento de que Malory no había escrito una sola obra, sino que en realidad había reunido una serie de aventuras artúricas independientes que no necesariamente debían ser coherentes en conjunto y entre sí. Vinaver llamó a su edición Los trabajos de Sir Thomas Malory, aludiendo expresamente a esa teoría de las múltiples obras que habían sido reunidas por iniciativa de Caxton.

La hipótesis de Vinaver explicaba las discrepancias que había entre las diferentes secciones del texto de Caxton y que antes habían causado inquietud entre los estudiosos. Sin embargo, el asunto de la cohesión de las partes nunca ha sido resuelto a satisfacción. De cualquier modo, el texto del manuscrito de Winchester hizo más asequible la obra, por lo que muchas de las publicaciones modernas se fundan en el texto de Winchester y no en el de Caxton. John Steinbeck, ganador del premio Nobel de literatura en 1962, manifiesta que, aunque el primer libro que tuvo en su vida fue una copia de la edición de Caxton, al conocer el manuscrito de Winchester décadas después prefirió usar este último como fuente para su obra artúrica:

Después de tanto tiempo, hoy renuncio al Caxton de mi primer amor por el Winchester, que me parece más consustanciado con Malory. Mi gratitud al profesor Vinaver por hacer asequible el manuscrito Winchester
John Steinbeck, Los hechos del rey Arturo y sus nobles caballeros, Introducción, p. 12

## Características
El papel de la caballería en las batallas había decaído desde los siglos XII y XIII, pero fue tras las de Crécy y Agincourt, durante la guerra de los Cien Años, cuando los caballeros pasaron a ser protagonistas más frecuentes de la vida cortesana y no de la militar. Malory fue uno de varios autores que intentaron rescatar la imagen de los caballeros a partir de numerosas fuentes medievales, principalmente textos franceses. La nostalgia y la idealización de la época caballeresca es notoria en toda la obra, pero la característica distintiva de La muerte de Arturo es una prosa precisa, breve y escueta, que se aleja de las ideologías y las alegorías místicas y morales que predominan en otros textos artúricos. Partiendo de un material tradicional rico en historias entrelazadas y alegorías religiosas, Malory creó una historia más ágil y dinámica en la cual predomina el realismo, y los pasajes mágicos son solo un complemento de la trama. Los detalles terrenales tienen más relevancia, hasta el punto de que Malory consigna incluso el costo de las expediciones y de las aventuras de los caballeros. Esto último, junto con otros detalles que pueden parecer prosaicos, recuerdan que Malory era un militar instruido y piadoso, pero no un docto estudioso de la leyenda artúrica.
Uno de los factores que más contribuyen a su relativo éxito es el estilo moderno utilizado para recontar el ya avejentado material clásico, o, según Vinaver, el uso del misterioso poder del estilo, el único mérito inmortal en el mundo de los libros. Malory prescinde de largas disquisiciones; es sencillo y rápido al describir y conciso en su narración, concentrando el impacto dramático en los diálogos. Esto representa una gran diferencia respecto a los textos artúricos disponibles en esa época. La mayoría eran textos franceses en verso, que sirven a Malory solamente como fuentes de información, y así lo reconoce Caxton en su prefacio. En diversos pasajes de La muerte de Arturo, Malory advierte que tomó alguna información de lo que él llama "el Libro francés". No se ha precisado si esta alusión es a una fuente única o más bien a una colección de libros en francés que le sirvieron de fuente, muy probablemente las obras de Chretién de Troyes.
Es claro que, cuando Malory recopiló información de diversas fuentes, intentó conciliar las versiones, a veces encontradas, sobre algunos detalles de la leyenda. Sin embargo, su logro fue solamente parcial, pues son notorias varias inconsistencias relativas a detalles sobre los personajes, su interrelación y los acontecimientos que los rodearon. En algunos casos, los estudiosos atribuyen estos errores a malinterpretaciones de Malory en la traducción. En otros se trata probablemente de confusiones del autor al manejar la vasta cantidad de material disponible. Entre otros ejemplos, está el de Bagdemagus, un personaje que en el Libro II es primo de Arturo. En el Libro VI, Lanzarote del Lago lucha por Bagdemagus, pero en el Libro X existe un odio no explicado entre ambos personajes. Posteriormente, la tumba de Bagdemagus es descrita en el Libro XVII, pero en el Libro XX, el caballero aún se encuentra vivo, aconsejando a Lanzarote como un amigo. Ejemplos como éste se repiten a lo largo de la obra.

## Influencia

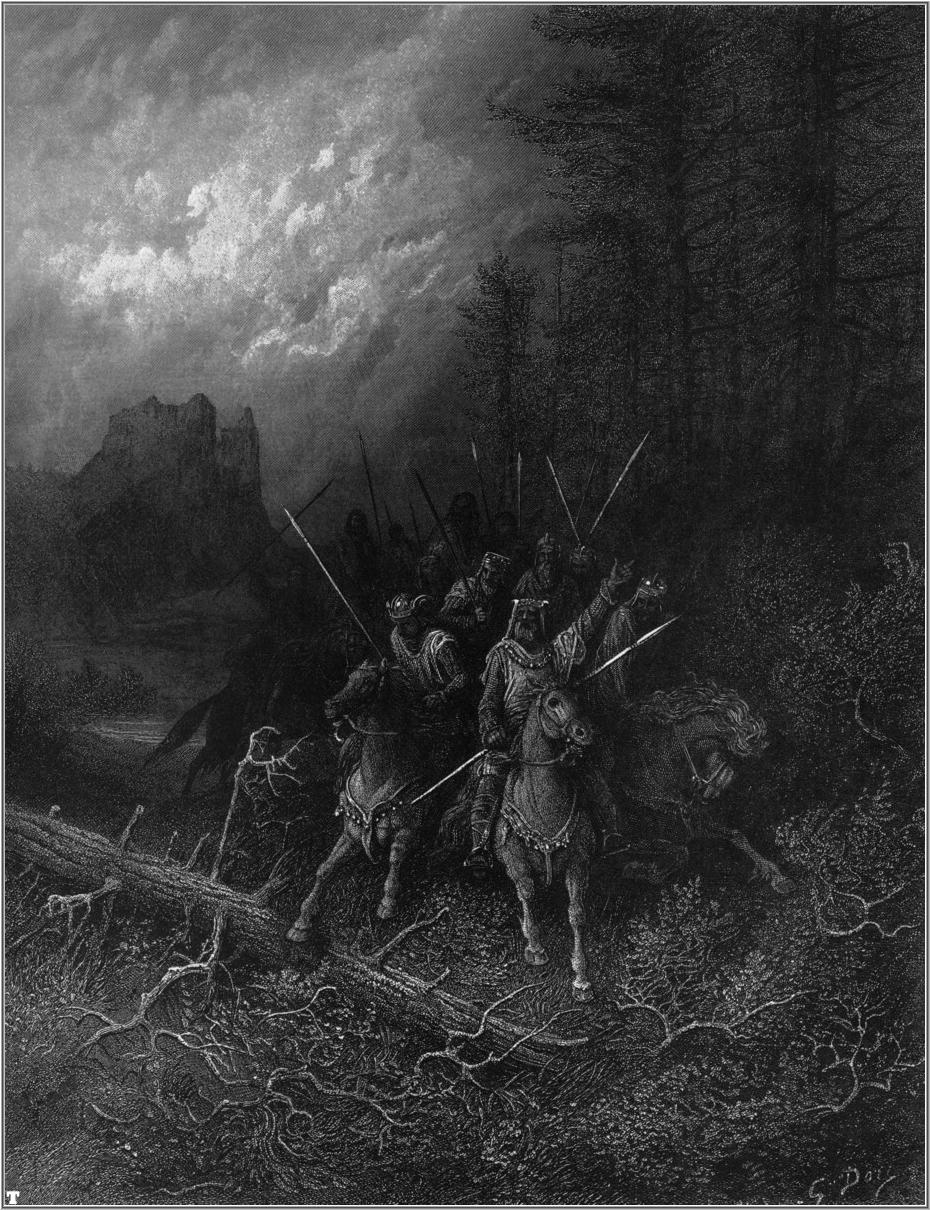
Ilustración de Gustave Doré para los Idilios del rey, de Lord Tennyson.

La muerte de Arturo es, en palabras de L. D. Benson, la única obra literaria inglesa escrita entre Chaucer y Shakespeare, que aún hoy en día es leída con renovado fervor y placer. Esta obra ha sido, como muchas otras del género artúrico, reinterpretada y utilizada como fuente por artistas de diversas nacionalidades en siglos posteriores. Pasajes de La muerte de Arturo fueron reinterpretados por Lord Tennyson en su obra victoriana Idilios del rey en 1859; aunque, consecuente con su momento histórico, Tennyson presenta a la leyenda del rey Arturo dominada por una visión moralista que está muy lejos del tratamiento de Malory. Por esto, los Idilios del rey no es normalmente considerada como un fruto directo de La muerte de Arturo.
Más adelante, dos autores del siglo XX intentaron recrear el trabajo de Malory, pero con renovado estilo y un humor más moderno: John Steinbeck y T. H. White, quienes abiertamente reconocen en Malory su fuente de inspiración para sus obras artúricas. Además, algunos estudiosos han notado la influencia de Malory en autores como C. S. Lewis, autor de las Crónicas de Narnia; y T. S. Eliot, ganador del premio Nobel de Literatura en 1948.
Aunque las leyendas artúricas han aparecido en el cine numerosas veces, dos películas reconocen haberse inspirado directamente en La muerte de Arturo. La primera, Los caballeros del rey Arturo, fue rodada en 1953 por Richard Thorpe. La segunda, de 1981, es Excalibur, de John Boorman. De manera indirecta a través de la obra de T. H. White, La muerte de Arturo fue reflejada en otras dos películas: la película animada de Disney La espada en la piedra, dirigida por Wolfgang Reitherman, de 1963; y Camelot, de 1967, dirigida por Joshua Logan.

## Sinopsis deLa muerte de Arturo
Esta descripción de la obra sigue la división hecha por William Caxton en la edición de 1485. Los nombres de los lugares y personajes han sufrido algunas transformaciones con el tiempo y las traducciones a otros idiomas. Salvo indicación en contrario, este artículo utiliza los nombres empleados en la traducción al español de F. Torres Oliver, en la edición de La muerte de Arturo de Ed. Siruela, 1999. Al final de esta sección se ofrece una tabla con los nombres originales de los personajes y sus equivalentes en otras fuentes.

### Prefacio de William Caxton a la edición original
William Caxton escribió un extenso prefacio, explicando su intención al imprimir La muerte de Arturo, y describiendo la organización en que el lector encontrará la obra. La presentación de Caxton es una alabanza al rey Arturo, al que glorifica mencionando su lugar entre los Nueve de la Fama, los personajes más destacados de la historia humana. Este grupo de personajes consiste en tres paganos (Héctor de Troya, Alejandro Magno y Julio César), tres judíos (Judas Macabeo, David y Josué), y tres cristianos (Carlomagno, el rey Arturo y Godofredo de Bouillón). Caxton opina que, de entre los nueve, Arturo es el que merece más atención, por ser el único nacido en este reino, y de quien menos se ha ocupado la historia, ya que existen numerosas obras que cuentan las hazañas de los otros ocho. Además, lamenta que la fama del rey Arturo haya alcanzado las tierras de ultramar más contundentemente que en las islas británicas, pues ya en esa época, era posible "encontrar más libros en neerlandés, italiano, español y griego, así como en francés". Caxton encuentra que esta omisión es grave, pero que se debe quizás a que el pueblo inglés nunca había tomado en serio la existencia de Arturo y lo había creído un ser mítico.

Quien crea que Arturo no existió, debe ser tratado como un necio y un ciego, pues hay muchas evidencias en contrario,...., se puede visitar su sepulcro en Glastonbury,...., las reseñas en el libro de Bocaccio De Casu Principum,...., su sello real en la abadía de Westminster,...., en el castillo de Dover podemos ver el cráneo de Gawain,...., en Winchester, la mesa redonda, y en otros lugares, la espada de Lanzarote y otras cosas, por lo que no hay hombre razonable que pueda negar que en esta tierra existió un rey llamado Arturo
Prefacio original de Caxton en la edición de Janet Cowen, pp. 4, 5.

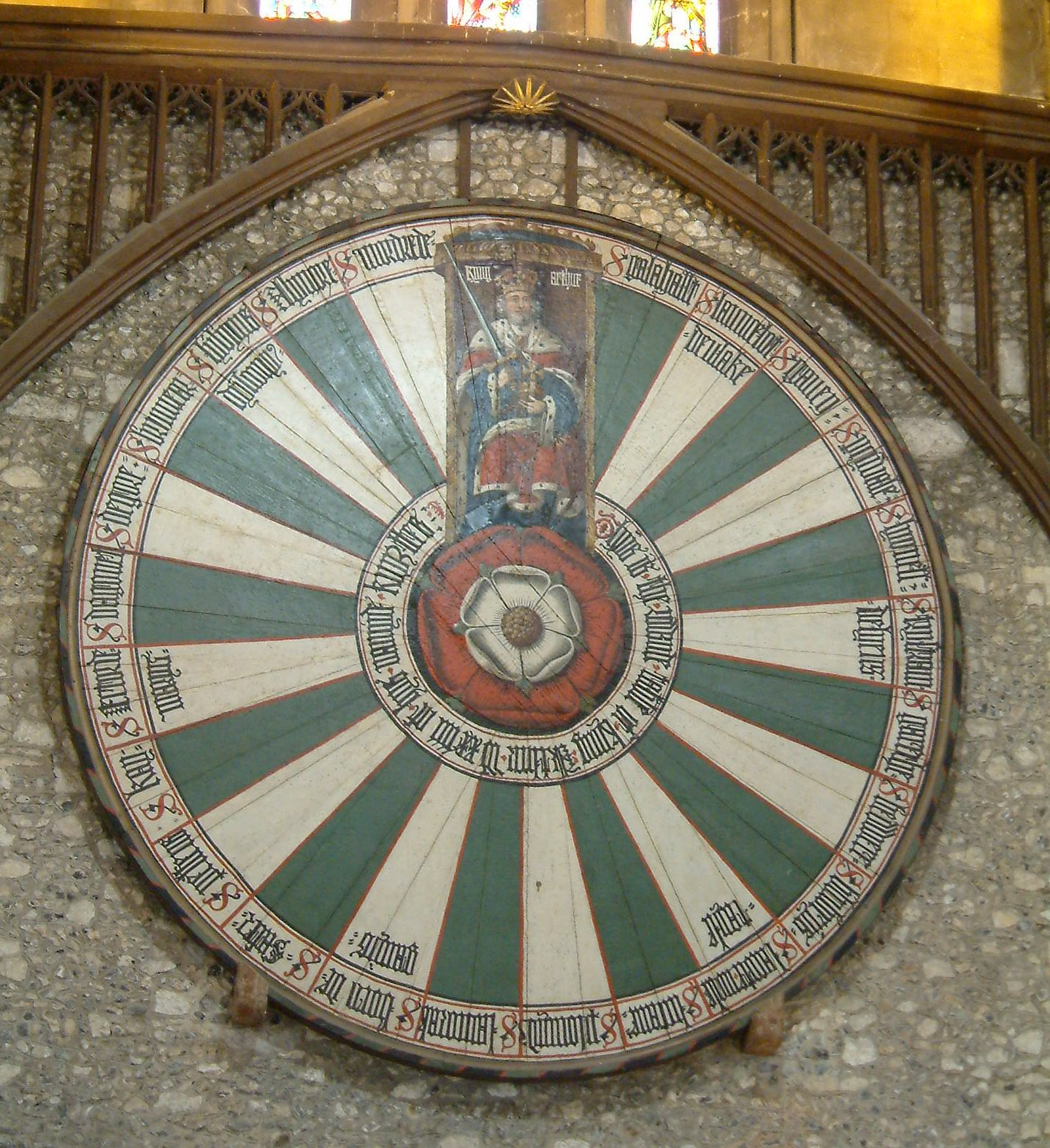
La mesa redonda de Winchester.

Adicionalmente, Caxton justifica la obra impresa aduciendo un encargo de varios nobles y aristócratas anónimos que, conociendo el trabajo previo del impresor, le solicitaron "al instante" que editara la reseña de Arturo, sus nobles caballeros, el Santo Grial y la muerte de Arturo; y que esta historia era más digna de ser impresa que aquella de Godofredo de Bouillon o, para el caso, cualquiera de los otros ocho hombres magníficos. A continuación se describen brevemente los 21 libros, que son reunidos en cuatro grupos por la temática abordada y los periodos históricos relatados; aunque Caxton en ningún momento hace la distinción.

### Libros I al IV,Historia del Rey Arturo
En estos cuatro libros, también llamados Tale of King Arthur (Historia del Rey Arturo), se narra un período de aproximadamente 20 a 25 años, y en ellos se sientan las bases para el resto de la obra. Malory vierte aquí la mayoría de los conceptos que giran alrededor de las leyendas artúricas, y que utilizará en el resto de la obra.
En el Libro I, compuesto de 27 capítulos, se relatan los orígenes de Arturo, su conversión en caballero, su coronación y su relación con otros reinos vecinos. El Libro I, por su importancia en sentar los cimientos del resto de la obra, tiene un lugar destacado. A continuación se expone el detalle de los hechos narrados en el libro mencionado.

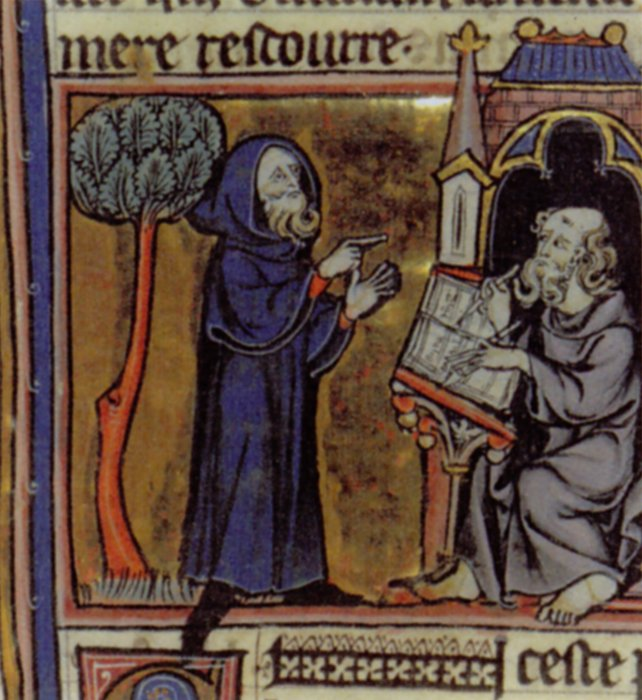
Merlín, ilustrado en una miniatura francesa del.

Ya de entrada en el primer capítulo, se relata la guerra que Uther Pendragon, a la postre padre de Arturo, sostenía con el Duque de Tintagel en Cornualles. La fecha de los eventos no se menciona con precisión, simplemente se menciona que la acción transcurrió "en los días del rey Uther Pendragon, cuando este era rey de toda Inglaterra". En el transcurso de la guerra, ambos personajes se entrevistaron un día, y Uther se enamoró de Igraine, la esposa del duque de Tintagel. La pareja, al enterarse, decidió huir de la corte de Uther y refugiarse en el castillo de Tintagel. Uther Pendragon los siguió hasta allí, y, a través de Sir Ulfius, un caballero de su corte, buscó la ayuda de Merlín para "yacer con la duquesa". Merlín accedió a ayudar a Uther, con la condición de recibir a la criatura que sería engendrada de la unión entre Uther Pendragon y la Duquesa de Tintagel. Entonces, Merlín profirió un encanto que transformó la apariencia de Uther Pendragon en el duque de Tintagel; y la apariencia del mismo Merlín y de Sir Ulfius en dos caballeros cortesanos de Tintagel. Los tres personajes disfrazados cabalgaron diez millas hasta el castillo donde se encontraba la Duquesa. Mientras llegaban a su destino, el verdadero duque de Tintagel murió en una batalla al salir de su castillo, y tres horas después Uther Pendragon consiguió su objetivo, engendrando a Arturo. Cuando Igraine supo de la muerte de su marido, se preguntó quien había podido tomar su lugar esa noche. Uther le confesó la verdad y la llevó a su corte. Igraine fue de este modo reina de Inglaterra. Cuando Arturo nació, fue entregado a Merlín, quien a su vez lo entregó a Sir Héctor y su esposa para que lo criaran.
Tras la muerte de Pendragon, la incertidumbre dominó al país al estar vacío el trono. A través del Arzobispo de Canterbury, Merlín convocó a todos los Señores y Caballeros del reino, a que acudieran a Londres en Navidad, cuando se les revelaría un milagro divino que señalaría al justo heredero del trono. En la iglesia más grande de la ciudad apareció entonces la mítica espada en la piedra que solamente podía ser extraída de su base por aquel destinado a ser el rey de Inglaterra. Arturo fue quien consiguió extraer la espada, casi casualmente, en el día de año nuevo, cuando se realizaba un torneo en las cercanías donde participaba Sir Kay, hermanastro de Arturo.

WHOSO PULLETH OUT THIS SWORD OF THIS STONE AND ANVIL, IS RIGHTWISE KING BORN OF ALL ENGLAND
Leyenda en la piedra

El Libro II se enfoca en las aventuras de Sir Balin, un caballero de la corte de Arturo, desde su participación en la batalla del Castillo de Terrabil (donde Arturo consolidó su dominio sobre el país), hasta su muerte junto con su hermano Balan. El Libro II consta de 19 capítulos. En el Libro II, Malory menciona por primera vez a Camelot y a la Mesa Redonda por sus nombres; y por primera vez en la obra aparecen la Dama del Lago, Sir Lanzarote del Lago y Sir Tristán. También en este libro, Arturo recibe a Excalibur, como un regalo de la Dama del Lago, quien a continuación es decapitada por Sir Balin, debido a una disputa familiar. En el Libro III, compuesto de 15 capítulos, el rey Arturo decide tomar una esposa, para lo cual escoge a Ginebra. El Libro narra la boda, y la constitución formal de los Caballeros de la Mesa Redonda, que en ese momento suman veintiocho. En el mismo Libro, Gawain y Tor son también ordenados caballeros. En el Libro IV, Merlín es sepultado vivo por Nimue, una Damisela del Lago. Arturo se enfrenta por primera vez a la Reina Morgana, quien aparece cuando Merlín ya no está presente. El Libro IV está compuesto de 28 capítulos.

### Libros V al XII
El Libro V comienza unos 15 a 20 años después del final del Libro IV. Se cree que el Libro V fue el primero que escribió Malory. Compuesto únicamente de 12 capítulos, este libro dibuja a Arturo como un heroico personaje militar de grandes proporciones, pues lo confronta directamente con el Imperio romano. El resultado de esta confrontación es la conquista de Roma por parte de Arturo.
Al comenzar el libro, el emperador Lucius envía a doce embajadores a la corte del rey Arturo, para exigirle sumisión a Roma, tal y como habían hecho sus antecesores en el trono. Los embajadores amenazan con la guerra, en caso de que Arturo rehúse. Una vez a solas con sus Caballeros de la Mesa Redonda, Arturo decide enfrentar militarmente a Roma, y comienza a reunir un ejército para marchar hacia Italia. En su ausencia, dejó a Sir Constantine y a Sir Baudwin a cargo del reino. Arturo desembarcó en Flandes, y sostuvo varias batallas con los romanos en territorio francés. En París, el rey Arturo se enfrentó finalmente con Lucius. El ejército inglés derrotó al romano, que estaba apoyado por un ejército de sarracenos, y después el rey y el emperador se enfrentaron personalmente. En el combate, este último llevó la peor parte, muriendo tras un golpe de la espada Excalibur. Tras vencer a Lucius, Arturo entró en Roma y se hizo coronar emperador por el Papa.
El Libro VI es también conocido como "La noble historia de Sir Launcelot", y relata, en 18 capítulos, las aventuras de Lanzarote del Lago. El caballero salió de la corte un día con el propósito de buscar aventuras, acompañado de Sir Lionel. Después de un tiempo no especificado donde participa en torneos, mata gigantes y auxilia damiselas en desgracia; Sir Lanzarote vuelve a Camelot dos días antes de la fiesta de Pentecostés, y relata sus aventuras. Gracias a esas aventuras, Lanzarote gana renombre como el más grande caballero en el mundo. El Libro VII, conocido como "La historia de Sir Gareth", consta de 35 capítulos. El libro relata las aventuras de un aventurero sin nombre que se presentó a la corte del rey Arturo, donde fue llamado Beaumains por Sir Kay, quien lo empleó como ayudante de cocina en la corte. Después de un año, una damisela acudió a la mesa redonda, pidiendo el auxilio de un caballero. Beaumains fue armado caballero por Sir Lanzarote, y partió con la damisela, quien tardó en tomar en serio al caballero recién armado, por su pasado como ayudante de cocina. Tras diversas aventuras, Beaumains revela su verdadero nombre, Sir Gareth de Orkney, y es admitido como un caballero más de la mesa redonda.

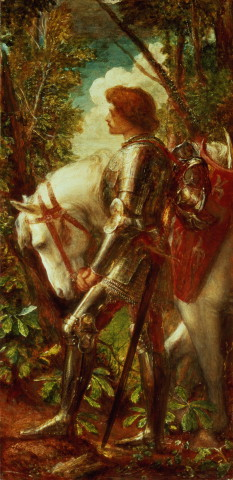
Sir Galahad, por G. F. Watts.

El Libro VIII, podría ser una obra independiente por sí misma. Relata, en 41 capítulos, la historia de Sir Tristán de Liones, desde su nacimiento hasta su matrimonio con La Beale Isoud. Fragmentos de esta historia reaparecen en la ópera Tristán e Isolda, de Richard Wagner, aunque ésta no fue su fuente primaria de inspiración. El hecho de que Tristán ya hubiera aparecido como adulto en los libros II y VII no parece afectar la fluidez de la narración.
La corte del rey Arturo vuelve a ser el escenario principal en el Libro IX, que divide a sus 43 capítulos para narrar las aventuras de Tristán, Sir Palomides y Breunor le Noire, apodado La Cota mal Cortada. La acción del Libro X arranca inmediatamente después de los hechos narrados en el libro predecesor; durante un torneo organizado por Arturo, donde Sir Tristán lucha con un escudo que obtuvo como regalo de Morgana. Con 88 capítulos, el libro X es el más largo de todos, y dedica también parte de sus páginas a Sir Palomides y Sir Lanzarote.
Los Libros XI y XII, ambos de 14 capítulos cada uno, giran alrededor de Sir Lanzarote, y los años que pasó en el castillo del rey Pelles. Durante esos años, Elaine, la hija de Pelles, engaña con magia a Lanzarote, y conciben a Galahad, quien estaba destinado a tener un lugar más prominente en la caballería que el de su padre. Por primera vez, se habla a detalle del Santo Grial (Sangrail), el cual estaba en custodia de Pelles, quien era pariente de José de Arimatea. Pelles permite que Lanzarote vea al Grial y se beneficie de sus poderes curativos. Sin embargo, Lanzarote no puede tocar al Grial, ya que ese honor estaba reservado para un caballero más puro que él. Lanzarote se retira a vivir a la Isla Gozosa cambiándose el nombre por Le Chevaler Mal Fet. Acompañado por Elaine y un séquito de veinte doncellas, Lanzarote permanece en el exilio varios años (toda la infancia de su hijo) hasta que Ginebra lo manda buscar, a través de Sir Perceval y Sir Héctor de Maris.

### Libros XIII al XVII, laDemanda del Santo Grial
Estos cinco libros relatan la búsqueda del Santo Grial, propiamente dicha; la cual dura aproximadamente cinco años. Hasta este momento, el Grial ha aparecido en la narración como un objeto misterioso y prácticamente inaccesible, el cual fue visto por Sir Lanzarote brevemente en el pasado. Es hasta el Libro XIII, de 20 capítulos, que la aventura de encontrar el Grial es formalmente emprendida por los caballeros de la mesa redonda. En este libro, Galahad ha cumplido quince años, y es armado caballero por su padre. Ambos se reúnen con la corte del rey Arturo, y Galahad ocupa el asiento peligroso en la mesa redonda.

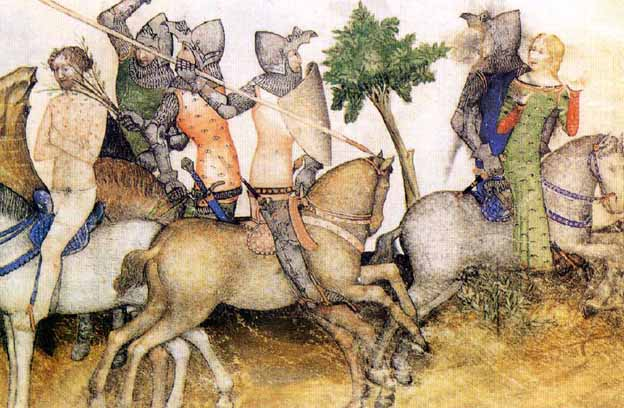
En el Libro XVI, Sir Bors se ve en el dilema de rescatar a Sir Lionel (desnudo sobre el caballo blanco, a la izquierda) o a una doncella en peligro.

Cuando Arturo vio que el asiento peligroso había sido ocupado sin que el ocupante muriera, entendió que había llegado el momento de buscar el Santo Grial. El rey convocó entonces a un torneo en Winchester para celebrar el comienzo de la aventura. En las justas que sostuvo en el torneo, Galahad venció a todos los caballeros, con excepción de Perceval y Lanzarote. Tras el torneo, la Demanda del Santo Grial comenzó con los votos que cada caballero hizo de no volver sin haber encontrado al Grial. Galahad obtiene un escudo que perteneció a José de Arimatea, y Lanzarote tiene una visión donde aparece el Grial.

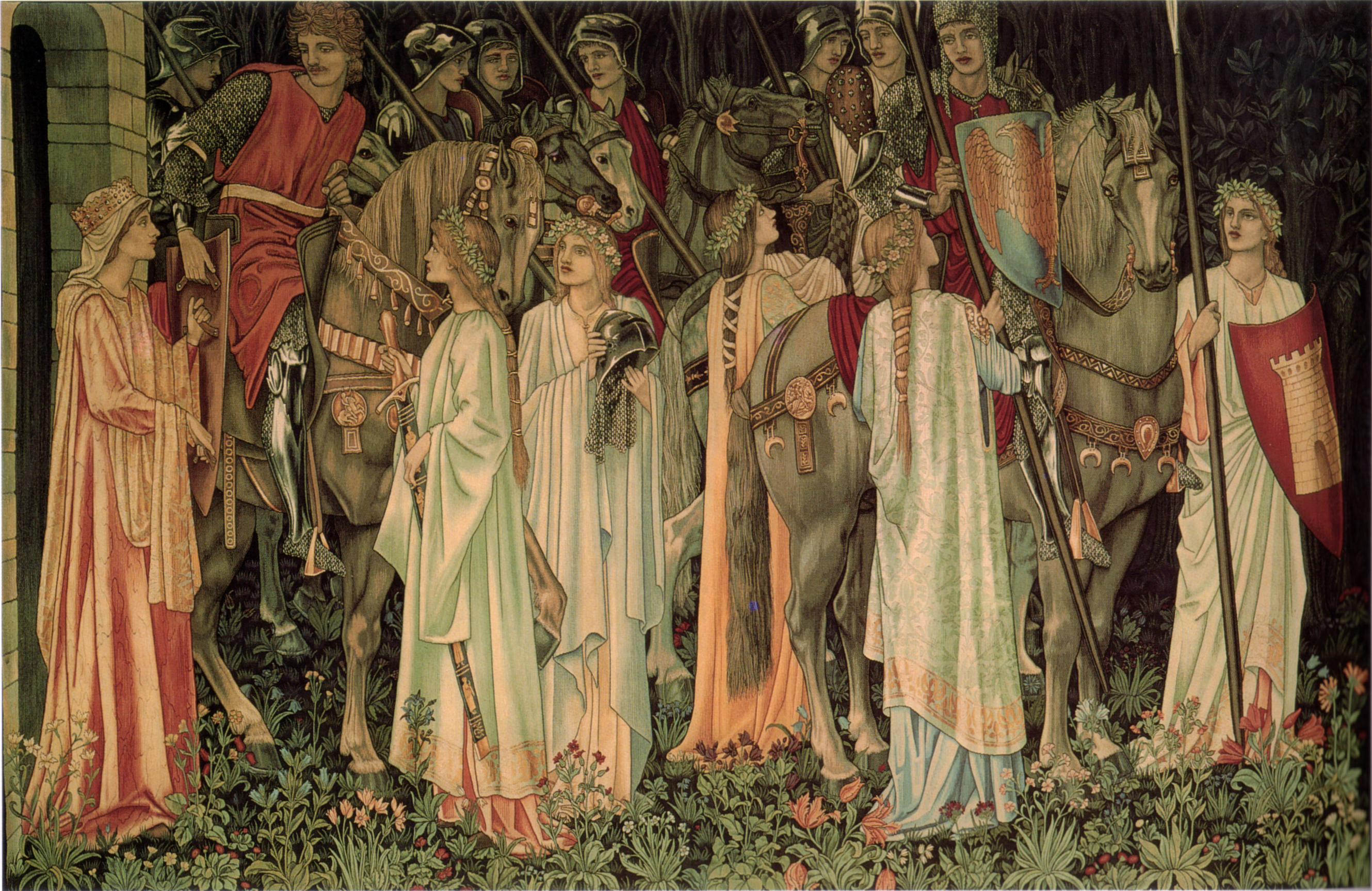
Los caballeros ya armados y dispuestos a partir en busca del Grial. Edward Burne-Jones.

El Libro XIV, de diez capítulos, narra las primeras aventuras de Sir Perceval, tras haber emprendido la Demanda del Grial. En el bosque, Perceval está cerca de caer en el pecado al ser seducido por una aparición del diablo. Sin embargo, su conciencia lo salva de pecar en el último instante. Los seis capítulos del Libro XV, y los 17 del Libro XVI, relatan las aventuras de varios caballeros; entre ellos Lanzarote, Gawain, Bors y Lionel.
El Libro XVII, que consta de 23 capítulos, representa la culminación de la Demanda del Santo Grial. Tras haber seguido diversas aventuras cada uno por separado, los caballeros Perceval, Bors y Galahad se encuentran dentro de un barco que los lleva a la tierra de Logres; y ahí abordan un segundo barco, con la guía de la hermana de Perceval. Una vez a bordo, supieron que la nave había sido construida siglos antes por el rey Salomón, quien dejó la espada de David en su interior, aguardando al último de su linaje. El barco los lleva a tierras no especificadas, donde los tres caballeros, siempre acompañados por la hermana de Perceval, corren varias aventuras en bosques y castillos. La hermana de Perceval muere desangrada en una de tales aventuras, y Galahad reencuentra a su padre Lanzarote. Padre e hijo se separan nuevamente para continuar con la búsqueda del Grial, que se encuentra en Carbonek, castillo del rey Pescador. Lanzarote es el primero en llegar al castillo, y después de ver brevemente al Grial, cae en estado de inanimación durante veinticuatro días, por lo que se lo cree muerto. Al recobrar la conciencia, Lanzarote regresa a Logres, pues antes de perder el conocimiento, una voz le había dicho que no le estaría permitido acercarse más al Grial.
Galahad, Perceval y Bors llegaron a Carbonek cuando Lanzarote ya había partido. En el castillo, los tres caballeros se alimentan del Santo Grial. Galahad sana al rey Tullido, siguiendo las instrucciones de José de Arimatea, quien aparece en forma de visión. Al volver al barco de Salomón, encuentran dentro al Grial nuevamente, y son trasportados hasta la tierra de Sarras. Allí, Galahad fue coronado rey, y ante otra visión, esta vez del hijo de José de Arimatea, Galahad decide entregar su alma, que es recogida por ángeles y llevada al cielo. Tras lamentar la pérdida de su compañero, Perceval deja las armas y se convierte en ermitaño en Sarras, donde muere un año después. Sir Bors regresa entonces a Camelot para relatar la historia, y poner fin a la Demanda del Santo Grial.

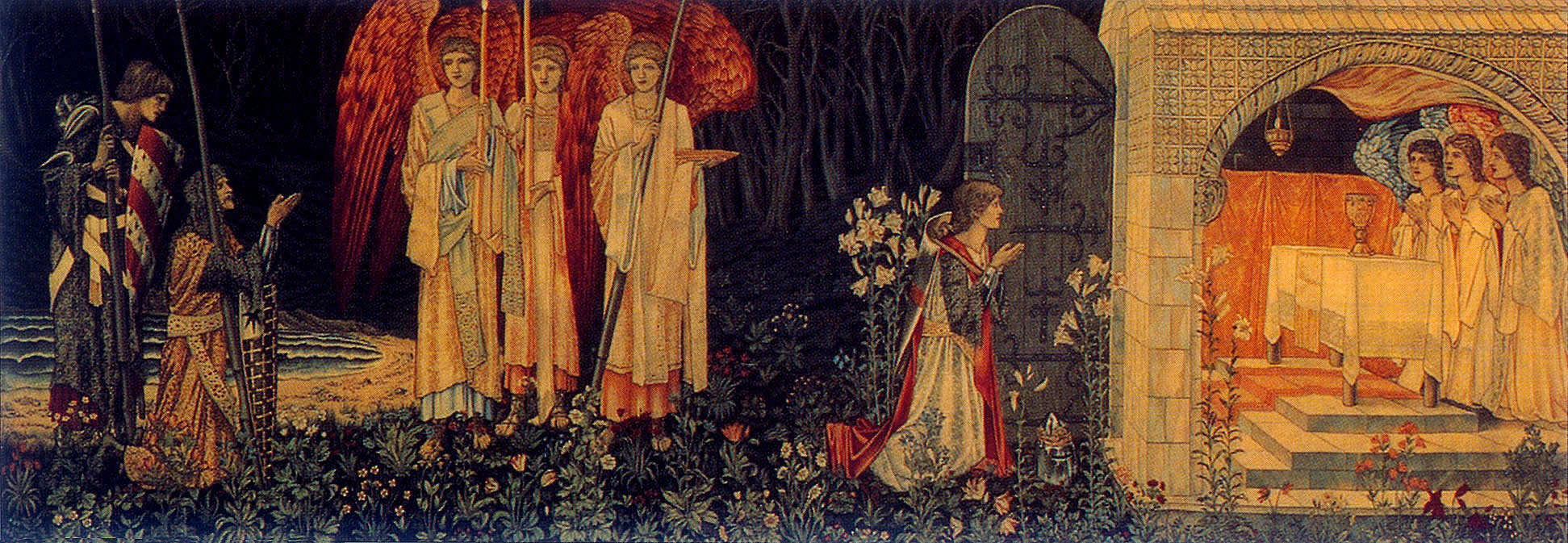
Galahad, Perceval y Bors encuentran el Santo Grial; pintura de Edward Burne-Jones.

### Libros XVIII al XXI
Los libros finales de la obra, relatan la caída final del reino. La acción del Libro XVIII comienza casi inmediatamente después del retorno de Sir Bors y Sir Lanzarote, y el regocijo causado en la corte por el hallazgo del Santo Grial y el fin de la aventura. En seguida, Sir Lanzarote cae enamorado nuevamente de la reina Ginebra, esta vez con más fervor que antes. Los 25 capítulos del libro narran las hazañas de Lanzarote, incluyendo el cómo salva a la reina Ginebra de ser ejecutada, acusada de traición y asesinato. En el Libro XIX, Ginebra es capturada por Sir Meliagaunt cuando aquella salió a recoger flores. Meliagaunt sentía amor por la reina desde hacía años, pero nunca se había atrevido a acercarse por temor a Lanzarote, el Caballero de la Carreta. Aunque Ginebra salió escoltada por diez caballeros de la mesa redonda, los caballeros de Meliagaunt los duplicaban en número, así que son capturados junto con Ginebra. Sir Lanzarote es quien llega a rescatar a la reina, matando a Meliagaunt. El Libro XIX consta de trece capítulos.
En los dos libros finales, el reino ha entrado en la espiral de su destrucción. En los 22 capítulos del Libro XX, Sir Agravain, hijo de la hermana de Arturo, Morgawse, y Lot de Orkney, apoyado por Sir Mordred, hijo incestuoso de Morgawse y Arturo, manifiesta su descontento por el adulterio vivido entre la reina y Lanzarote. Agravain habla al respecto con Arturo, y le propone emboscar a Lanzarote para encontrarlo en flagrancia. Así lo hicieron, sorprendiendo a Lanzarote y a la reina en pleno "acto amoroso". Lanzarote se armó para combatir con lo que tenía a disposición, consiguiendo matar a Agravain y a doce caballeros. Sir Mordred consiguió escapar, herido. Al llegar Mordred a Camelot, relató al rey la suerte de Agravain y los demás, y de la traición de Ginebra y Lanzarote. Arturo entonces declaró la guerra en contra de Lanzarote, y llevó a su ejército a asediar el castillo de su enemigo. El Papa intercedió en el conflicto, y Lanzarote partió a Francia acompañado de numerosos caballeros, entre ellos sus primos Sir Bors y Sir Lionel. Arturo fue en su persecución, dejando a Mordred a cargo del reino, con el título de gobernador principal de toda Inglaterra.

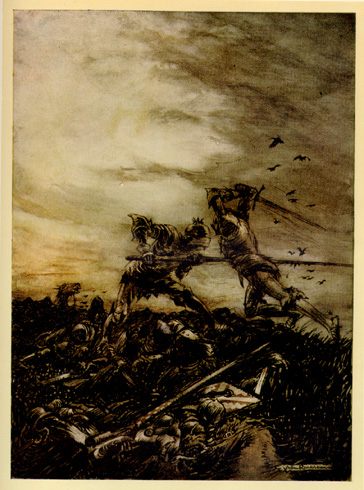
Batalla final entre Arturo y Mordred, obra de Arthur Rackham.

Mordred aprovecha la oportunidad para usurpar el trono, y al principio del Libro XXI, hace correr el rumor de que Arturo había muerto en combate. En consecuencia, hizo nombrar a un parlamento nuevo, y se hizo elegir rey. Después, intentó casarse con la reina Ginebra, aunque esta consiguió escapar para refugiarse en la Torre de Londres. Cuando Arturo se enteró de lo que Mordred hacía en su reino, se vio obligado a retirarse de la guerra que sostenía contra Lanzarote. Mordred lo aguardó en Dover para evitar que desembarcara; los ejércitos se enfrascaron en una batalla donde murió Sir Gawain, sobrino de Arturo. Mordred y su ejército huyeron a Canterbury. Mientras Arturo lo buscaba infructuosamente, Mordred reclutó muchos caballeros. Los dos personajes se encontraron en Salisbury, donde tuvo lugar la batalla final entre ambos. La noche anterior a la batalla, Arturo había soñado que Gawain le pedía no luchar con Mordred, pues ello le traería su propia muerte. En ese sueño, Gawain le aseguró que Mordred sería derrotado por Lanzarote en un mes, y Arturo recobraría su reino. Arturo pactó entonces una tregua con Mordred, y se reunió para debatir con él. Desafortunadamente, uno de los caballeros que atestiguaban la reunión, desenvainó su espada para matar una víbora. Las huestes de ambos lados pensaron que esa era una señal para el comienzo de la lucha, y se lanzaron a la carga, desencadenando la batalla no deseada por el rey. En el combate final del rey Arturo, éste atraviesa el cuerpo de Mordred con su lanza. Mordred, agonizante, avanza sobre la lanza y consigue asestar un golpe mortal al rey. Con la ayuda del caballero Sir Bedevere, el moribundo rey Arturo envía la espada Excalibur al fondo de un lago, donde la mano de la Dama del Lago surge del agua y recibe la espada. En seguida, Bedevere sube al rey a la barca en la que va Morgana, ahora arrepentida de todo lo malo que hizo por el rey, que lo transportará a la isla de Avalón, donde intentarán sanar su herida. Más tarde, Sir Bedevere encuentra una tumba sin nombre cerca de Glastonbury, y sospecha que quien allí está enterrado es el rey Arturo.
El libro termina relatando el destino de Ginebra, quien antes de morir, se retira a un convento; y el de Lanzarote, quien retorna a Inglaterra para enterarse de lo sucedido, y se convierte en ermitaño. El Libro XXI está dividido en trece capítulos.

Here is the hoole book of king Arthur and of his noble knyghtes of the Rounde Table, that whan they were hole togyders there was ever an hondred and forty. And here is the ende of The Deth of Arthur.
fragmento del colofón, se encuentra solamente en la copia conservada en la Biblioteca Pierpont Morgan.

### Los personajes
En la tabla siguiente se listan algunos de los personajes principales de La muerte de Arturo, así como los nombres equivalentes que han sido utilizados en diversas obras artúricas.
Solamente se listan aquellos de gran relevancia, o aquellos cuyos nombres pueden dar lugar a confusiones.
| Nombre original en La muerte de Arturo | Nombre utilizado en la traducción al español | Otros nombres con que se conoce al personaje              | Descripción                                                                  |
| Arthur                                 | Arturo                                       | Artús, Artu, Artorius                                     | Rey de Inglaterra, dueño de Excalibur                                        |
| Merlin                                 | Merlín                                       | Merlinus, Myrddin Emrys, Merlinus Ambrosius, Myrddin Wylt | Mago y curandero, tutor de Arturo                                            |
| Morgan Le Fay                          | Morgana                                      | Morgian, Morgaine, Argante, Murgen, Morganne              | Hada, hija de Gorlois e Igraine, enemiga de Arturo y Ginebra                 |
| Launcelot du Lac                       | Lanzarote del Lago                           | Lancelot du Lake                                          | Caballero, ahijado de la Dama del Lago, amante de Ginebra                    |
| Guenever                               | Ginebra                                      | Gwenhwyvar, Wilongee, Guhenumara                          | hija del rey de Cameliard, mujer de Arturo                                   |
| Mordred                                | Mordred                                      | Medraut, Morderit, Medrawd                                | Hijo de Arturo y Morgawse, enemigo de Arturo y Lanzarote                     |
| Nimue                                  | Viviana                                      | Nyneve, Vivien, Nimenche, Nivianne, Niniana               | Dama del Lago, amada de Merlín                                               |
| Uther Pendragon                        | Uther Pendragon                              | Uterpandragón, Uthr Ben-Dragon                            | Padre de Arturo, enemigo de Gorlois                                          |
| Igraine                                | Igraine                                      | Ygerne, Eigyr, Ingerna                                    | Esposa de Gorlois y luego de Uther, madre de Arturo                          |
| Gorlois                                | Gorlois                                      | Garlois, Gorlais                                          | Duque de Cornualles, padre con Igraine de Morgause, Elaine y Morgana         |
| Gawain                                 | Gawain                                       | Galván, Galvaginus, Gwalchmei-ap-Gwyar                    | Sobrino de Arturo, Caballero de la mesa redonda                              |
| Morgawse                               | Morgause                                     | Morcadés, Gwyar, Anna, Margaws                            | Hija de Igraine y Gorlois, mujer de Lot, madre de Gawain y de Mordred        |
| Galahad                                | Galahad                                      | Galaz, Gwalchavad                                         | Hijo de Lanzarote y Elaine, Caballero de la mesa redonda, encuentra el Grial |

## Algunas obras literarias inspiradas enLa muerte de Arturo
- Steinbeck, John. The Acts of King Arthur and His Noble Knights: From the Winchester Manuscripts of Thomas Malory & Other Sources. Farrar, Straus and Giroux, 1993. ISBN 0-374-52378-9
- White, Terence Hanbury The Once and Future King. Ace, 1994. ISBN 0-441-62740-4.

Traducciones al español
- Steinbeck, John. Los hechos del rey Arturo y sus nobles caballeros. Editorial Sudamericana, Buenos Aires, 1999. ISBN 950-07-1601-1
- White, Terence Hanbury. Camelot: la leyenda del rey Arturo. Debate, Madrid, 1989. ISBN 84-7444-354-7